# Sven Erik Bystrøm
Pour les articles homonymes, voir Bystrom (homonymie).
Sven Erik Bystrøm (né le 21 janvier 1992 à Haugesund) est un coureur cycliste norvégien. Il a remporté le championnat du monde sur route espoirs 2014.

## Biographie

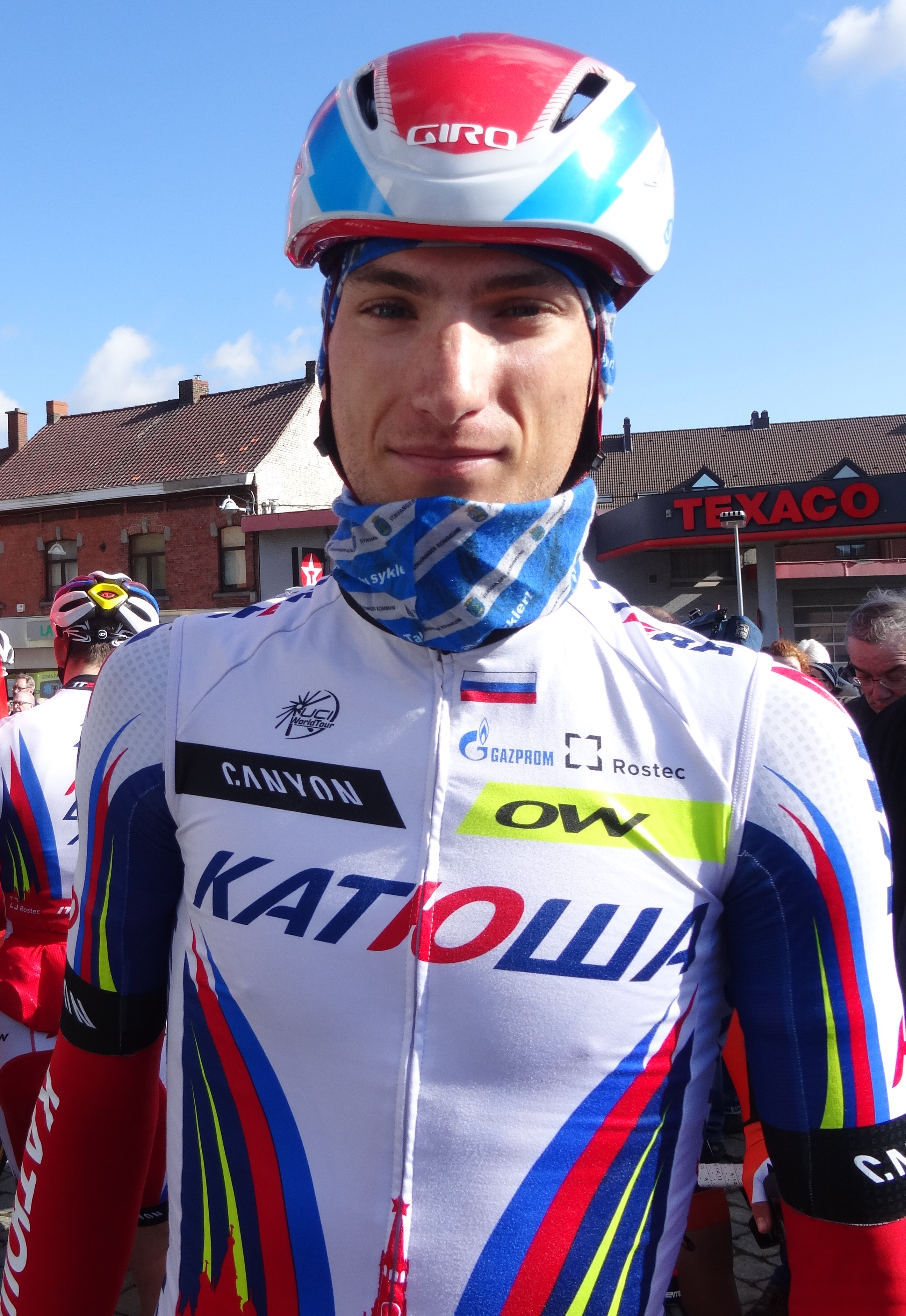
Sven Erik Bystrøm lors du départ du Samyn 2015 à Quaregnon.

Le 26 septembre 2014, à Ponferrada en Espagne, il remporte la course en ligne espoirs des championnats du monde sur route avec 7 secondes d'avance sur l'Australien Caleb Ewan.
En 2015, il rejoint l'équipe professionnelle Katusha après y avoir été stagiaire en fin de saison 2014. En 2016, il dispute le Tour d'Espagne, son premier grand tour.
Durant le Tour d'Espagne 2017, il est victime d'une chute lors de la septième étape, qui lui cause une fracture de l'omoplate et l'oblige à abandonner. Ne pouvant récupérer à temps de cette blessure, il doit déclarer forfait pour les championnats du monde sur route, disputés à Bergen en Norvège.
Il s'engage avec l'équipe UAE Emirates pour les saisons 2018 et 2019, comme son coéquipier et compatriote Alexander Kristoff.
En 2020, il est sélectionné pour représenter son pays aux championnats d'Europe de cyclisme sur route organisés à Plouay dans le Morbihanet se classe onzième de la course en ligne.
Testé positif au SARS-CoV-2 à la fin de la première semaine du Tour d'Italie 2023, il envisage de continuer la course et donc de prendre le départ de la dixième étape. Ayant finalement développé des symptômes du Covid-19, il y renonce.

## Palmarès et classements mondiaux

### Palmarès amateur
- 2009
  - Grenland Grand Prix juniors :
    - Classement général
    - 2e étape

  - 2e du Ringerike Grand Prix juniors
- 2010
  -  Champion de Norvège du contre-la-montre par équipes juniors[9]
  - 3e étape du Rothaus Regio-Tour
  - 3e du championnat de Norvège sur route juniors
- 2011
  -  Champion de Norvège du critérium
  - Kalas Cup
- 2012
  -  Champion de Norvège du contre-la-montre par équipes
  - Grand Prix de Francfort espoirs
  - 2e du championnat de Norvège sur route espoirs
  - 2e du championnat de Norvège du critérium
  - 3e du Grand Prix de Francfort espoirs
- 2013
  -  Champion de Norvège du critérium
  - 2e étape de l'Eidsvollrittet
  - 3e du championnat de Norvège sur route espoirs
- 2014
  -  Champion du monde sur route espoirs
  -  Champion de Norvège du contre-la-montre par équipes
  - 2e du Ringerike Grand Prix
  - 3e du Grand Prix de Francfort espoirs

### Palmarès professionnel
- 2015
  - 1re étape du Tour d'Autriche[n 1] (contre-la-montre par équipes)
- 2017
  - 2e du championnat de Norvège sur route
- 2020
  -  Champion de Norvège sur route
- 2023
  - 7e du Tour Down Under

### Résultats sur les grands tours

#### Tour de France
2 participations
- 2019 : 110e
- 2022 : 93e

#### Tour d'Italie
2 participations
- 2023 : non-partant (10e étape)
- 2025 : 130e

#### Tour d'Espagne
4 participations
- 2016 : 141e
- 2017 : abandon (7e étape)
- 2018 : 113e
- 2024 : 117e

### Classements mondiaux
| Année                                 | 2011 | 2012 | 2013 | 2014 | 2015 | 2016 | 2017 | 2018  | 2019 | 2020 | 2021 | 2022 | 2023 | 2024  |
| ------------------------------------- | ---- | ---- | ---- | ---- | ---- | ---- | ---- | ----- | ---- | ---- | ---- | ---- | ---- | ----- |
| UCI World Tour                        |      |      |      |      | nc   | nc   | 292e | 196e  |      |      |      |      |      |       |
| Classement mondial                    |      |      |      |      |      | 609e | 644e | 782e  | 692e | 142e | 297e | 570e | 244e | 1686e |
| UCI Europe Tour                       | 654e | 246e | 569e | 36e  |      | 758e | 522e | 1742e | 510e | 116e | 250e | 445e | nc   | nc    |
| UCI Asia Tour                         | nc   | nc   | nc   | nc   |      | 124e | nc   | 638e  |      |      |      |      |      |       |
|                                       |      |      |      |      |      |      |      |       |      |      |      |      |      |       |
| Légende : nc = non classéSource : UCI |      |      |      |      |      |      |      |       |      |      |      |      |      |       |